# ヤヒヤ・アッ＝シェフリー
ヤヒヤ・アッ＝シェフリー（アラビア語: يحيى الشهري、Yahya Al-ShehriまたはYahia Al Shehri、Yahia AlShehri、1990年6月26日-）は、サウジアラビア・ダンマーム出身のサッカー選手。アル・リヤドSC所属。ポジションはMF、FW（ウイング）。元サウジアラビア代表。
日本語ではヤヒア・アル・シェフリ、ヤヒーア・アル・シーフリなどと表記されることがある。

## 経歴

### クラブ
アル・イテファク（アル・イッティファーク）では、AFCチャンピオンズリーグ2012、同2013などに出場、2013では2ゴールを記録した。
2013年にアル・ナスルへ移籍。同クラブではAFCチャンピオンズリーグへの出場も果たした。
2018年1月、スペインとサウジアラビアのリーグやサッカー連盟主導のもとCDレガネスへ半年間のレンタルで移籍したものの、1試合も出場せずシーズンを終えアル・ナスルへ復帰した。
2021年8月19日、アル・ラーイドに移籍した。
2023年10月22日、アル・リヤドSCに移籍した。

### 代表
AFC U-19選手権2008では対日本戦に出場している。
サウジアラビアA代表としての初出場は、2009年10月14日の国際親善試合・対チュニジア戦。
ガルフカップ2013、ガルフカップ2014、AFCアジアカップ2015などの国際大会に出場。

## 代表歴

### 出場大会
- サウジアラビア代表
  - 2018 FIFAワールドカップ

### 試合数
- 国際Aマッチ 72試合 9得点（2009年-2019年）[4]

| サウジアラビア代表 | 国際Aマッチ | 国際Aマッチ |
| 年                 | 出場        | 得点        |
| ------------------ | ----------- | ----------- |
| 2009               | 1           | 0           |
| 2010               | 6           | 0           |
| 2011               | 3           | 0           |
| 2012               | 0           | 0           |
| 2013               | 5           | 1           |
| 2014               | 9           | 0           |
| 2015               | 10          | 3           |
| 2016               | 7           | 1           |
| 2017               | 9           | 1           |
| 2018               | 14          | 3           |
| 2019               | 8           | 0           |
| 通算               | 72          | 9           |